# 5635 Cole
5635 Cole eller 1981 ER5 är en asteroid i huvudbältet som upptäcktes den 2 mars 1981 av den amerikanska astronomen Schelte J. Bus vid Siding Spring-observatoriet. Den är uppkallad efter den fiktiva karaktären Joshua Cole i novellen Cole of Spyglass Mountain av Arthur Preston Hankins.
Asteroiden har en diameter på ungefär 3 kilometer.